# Vitbukig rosenfink
Vitbukig rosenfink (Carpodacus trifasciatus) är en asiatisk bergslevande fågel i familjen finkar inom ordningen tättingar.

## Utseende och läte
Vitbukig rosenfink är en stor (17-19,5 cm), kraftig och stornäbbad rosenfink med breda vita vingband, vit buk och lång stjärt. Hanen känns lätt igen på mörkgrå ovansida med karmosinröd anstrykning, på övergumpen mer enhetligt röd. På huvudet syns karmosinspetsat vit panna medan hjässa, nacke och halssidor är djupt karmosinröda, på håll svarta. Fjädrar på kinder, tygel och örontäckare är svarta med karmosinfärgade spetsar och vita skaft. Stjärten är svart, liksom vingarna, de senare med vita kanter på tertialer och skapularer samt skära spetsar på mellersta och större täckarna. Hona och ungfågel är streckat orangegul där hanen är röd. Arten är mestadels tyst och information om dess läte saknas.

## Utbredning och systematik
Fågeln är endemisk för Kina där den häckar i sydcentrala delen av landet från södra Gansu och södra Shaanxi söderut till östra Xizang, nordvästra Yunnan och västra Sichuan. Vintertid påträffas den även regelbundet i sydöstra Xizang, möjligen också på nordöstra Indiska subkontinenten. Den behandlas som monotypisk, det vill säga att den inte delas in i några underarter. Vitbukig rosenfink är systerart till de nära släktingarna vitbrynad rosenfink (Carpodacus thura) och snårrosenfink (C. dubius), på lite längre håll även släkt med sibirisk rosenfink (C. roseus).

## Levnadssätt
Vitbukig rosenfink häckar i undervegetation och snår i barrskog på mellan 2130 och 3050 meters höjd. Den lever huvudsakligen av frön, men också frukt och bär som paradisäpplen och oxbär. Under flyttningen har den setts inta knoppar från pil. Det saknas bekräftad information om dess häckningsbiologi. Arten är delvis flyttfågel och höjdledsflyttare.

## Status och hot
Arten har ett stort utbredningsområde och en stor population med stabil utveckling och tros inte vara utsatt för något substantiellt hot. Utifrån dessa kriterier kategoriserar internationella naturvårdsunionen IUCN arten som livskraftig (LC). Världspopulationen har inte uppskattats men den beskrivs som fåtalig eller ovanlig, dock lokalt vanlig vintertid.